# Popcorn (roman)
Popcorn är en roman från 1996 av den engelske författaren Ben Elton.